# Giuseppe De Baillou
Giuseppe De Baillou (fl. XVIII secolo) è stato un militare e ingegnere italiano del Granducato di Toscana.

## Biografia
Figlio del naturalista Johann Ritter von Baillou, giunto a Firenze al servizio di Gian Gastone de' Medici, fu ingegnere militare con il grado di maggiore e ricoprì l'incarico di provveditore alle fortificazioni di Livorno dal 1749.
In seguito alla morte di Odoardo Warren, nel 1760 venne nominato dal granduca Francesco Stefano di Lorena direttore generale del battaglione d'artiglieria e delle fortificazioni di Toscana, ottenendo il grado di colonnello. Coadiuvato da Francesco Maillard, nel 1763 predispose un ampliamento dell'organico del battaglione, portando il numero dei componenti da 175 a 226. Nel 1765 fu incaricato di progettare il nuovo sobborgo di San Jacopo a Livorno, proponendo un insediamento con impianto a scacchiera e palazzine a schiera, in collaborazione con Odoardo Warren il giovane (figlio omonimo dell'ex colonnello del battaglione); a questo progetto venne tuttavia preferito quello dell'architetto pistoiese Romualdo Cilli.
Il nuovo granduca Pietro Lepoldo non teneva in buona considerazione l'operato di De Baillou ed espresse opinioni non lusinghiere in una sua relazione dell'aprile 1774, scrivendo che «nel corpo del Genio il colonnello Baillou non vuole far niente e si lascia dominare dal segretario Naccherelli e tenente Borsi, incapaci e venduti agli impresari». Più volte il sovrano espresse l'intenzione di sostituirlo con Innocenzio Fazzi, ritenuto più capace. Il colonnello De Baillou rimase comunque in carica fino al 2 settembre 1777, quando, per decreto granducale, il Corpo del genio militare venne soppresso e la gestione delle strutture militari affidata allo Scrittoio delle regie fabbriche.
Appassionato di antichità ed erudizione, iniziò il figlio Giovanni agli studi umanistici. Ebbe il titolo di barone del Sacro romano impero.